# Ryssbylund

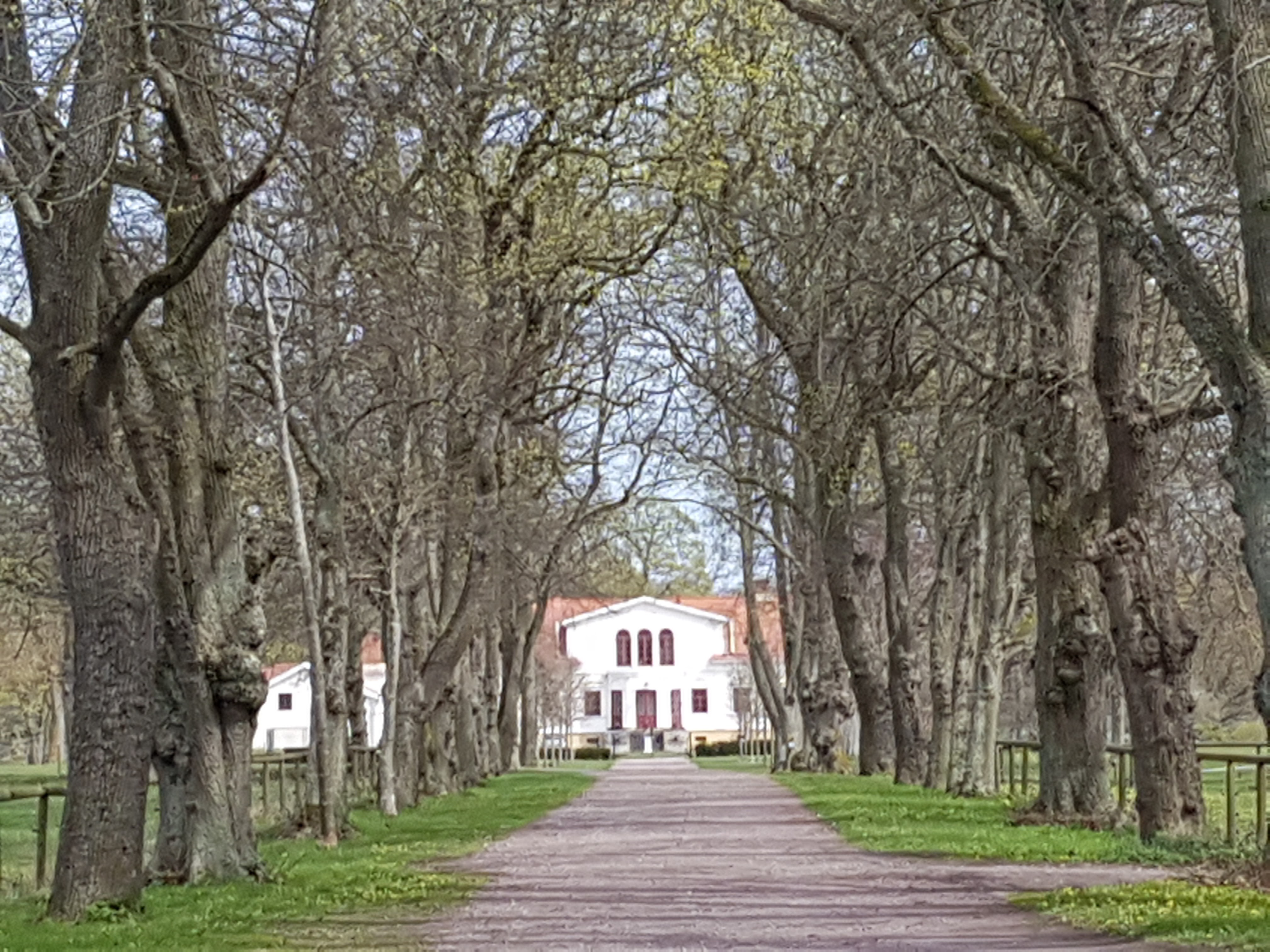
Ryssbylund.

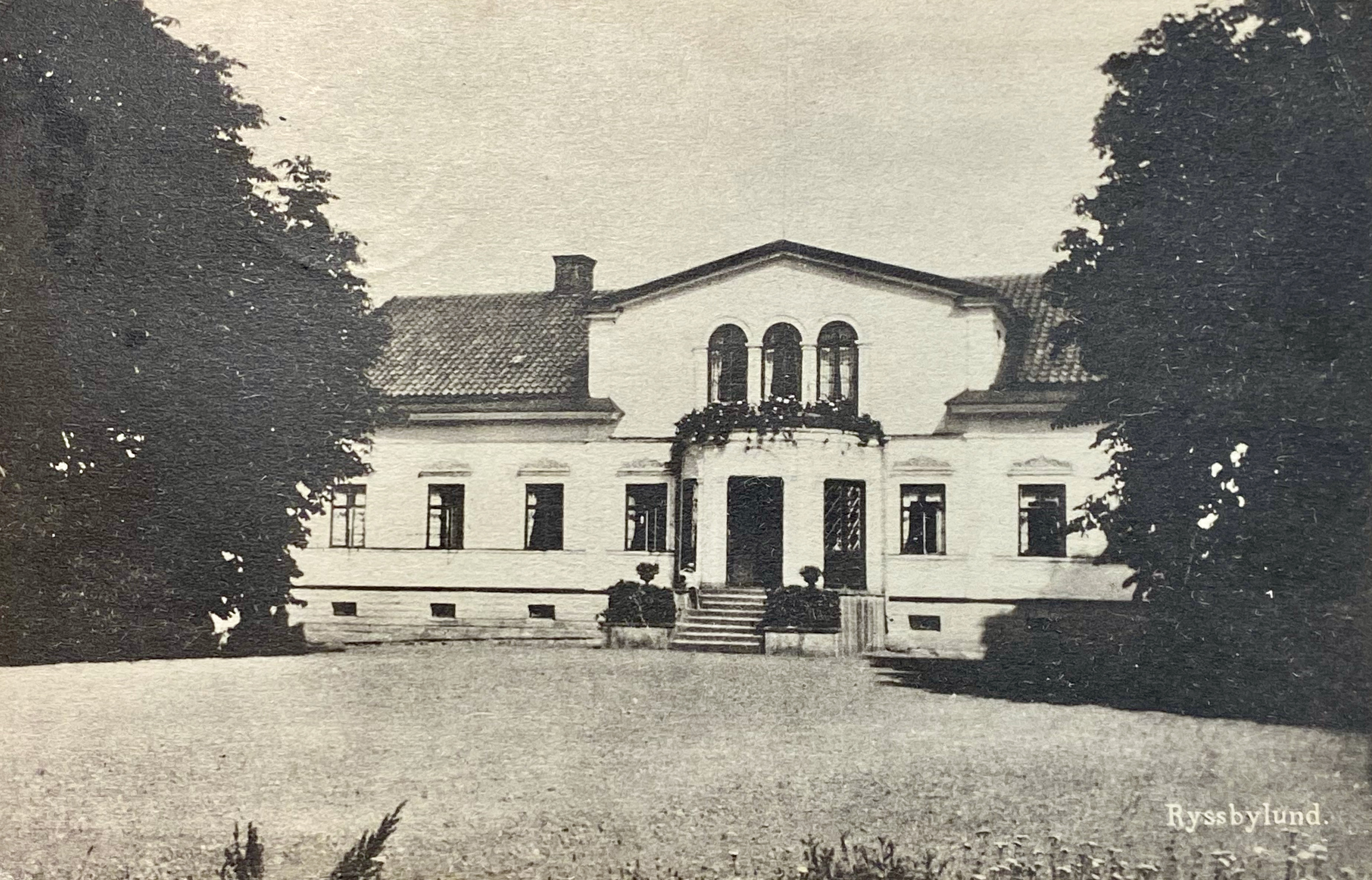
Ryssbylund ca 1910-talet

Ryssbylunds säteri är en herrgård i Ryssby socken i Kalmar kommun.
Själva säteriet härstammar från ett skatte- och ett sämjehemman Ryssby som 1647 donerades till Abraham Larsson Hirsch, adlad Cronhiort. Säteriet reducerades som ren donation med 1683 års ränta, men gavs enligt kungligt brev till Niklas Karl Cronhiort i hans och hans hustrus livstid. Det drogs in 1692 och beskattades som 1 mantal samt innehades ännu i slutet av 1700-talet av släkten Cronhiort. Bland ägare på 1800-talet märks friherre Adam Kristian Raab och Hjalmar Kylberg. Han förestod länets lägre lantbruksskola på herrgården 1856-1858. Senare blev det privat lantbrukselementarskola. Gården såldes 1872 till friherre Christopher Rappe och den har därefter i fyra generationer drivits av medlemmar av ätten Rappe.